# Brankovský vodopád
Brankovský vodopád – wodospad w Niżnych Tatrach na Słowacji. Znajduje się na zachodnich stokach szczytu Veľký Brankov (1134 m), w bocznej dolinie będącej prawym odgałęzieniem doliny rzeki Revúcy.
Brankovský vodopád ma wysokość 55 m i jest najwyższym wodospadem Niżnych Tatr. Opada z wysokości 830–775 m n.p.m. ze zbudowanej z dolomitów pionowej skały o nazwie Kurucká skala. Znajduje się na obszarze Parku Narodowego Niżne Tatry. Od 1980 roku skałę, wodospad i otaczający je teren objęto dodatkową ochroną – utworzono tutaj rezerwat przyrody Brankovský vodopád.
Z wodospadem wiąże się legenda. Według niej ścigany przez cesarskich żołnierzy i nieznający tego terenu kurucki dostojnik wykonał na koniu skok ponad wodospadem. Podczas tego ryzykownego skoku jego koń i ścigający go spadli w przepaść i zginęli, dostojnik jednak uratował się zawisając na drzewie powyżej wodospadu. Od tego wydarzenia pochodzi nazwa skały. Opowieść ta wiąże się prawdopodobnie z wydarzeniami w 1709 r., powstaniem Rakoczego i postacią Franciszka II Rakoczego. W październiku tego roku doliną Revúcy przeszły cesarskie wojska generała Viarda.
Wodospad jest wysoki, ale ilość spadającej wody jest niewielka. Z tego względu najefektowniejszy jest po większych opadach deszczu lub wiosennych roztopach. Efektowny jest również zimą, wówczas bowiem powstają na nim lodospady.

## Turystyka
Przy drodze krajowej nr 59 w należącej do Rużomberku osadzie Podsuchá znajduje się parking, od którego prowadzi znakowana ścieżka dydaktyczna z tablicami informacyjnymi. 
  Podsuchá – Brankovský vodopád. Odległość 2 km, suma podejść 240 m, suma zejść 10 m, czas przejścia 55 min (z powrotem 40 min)

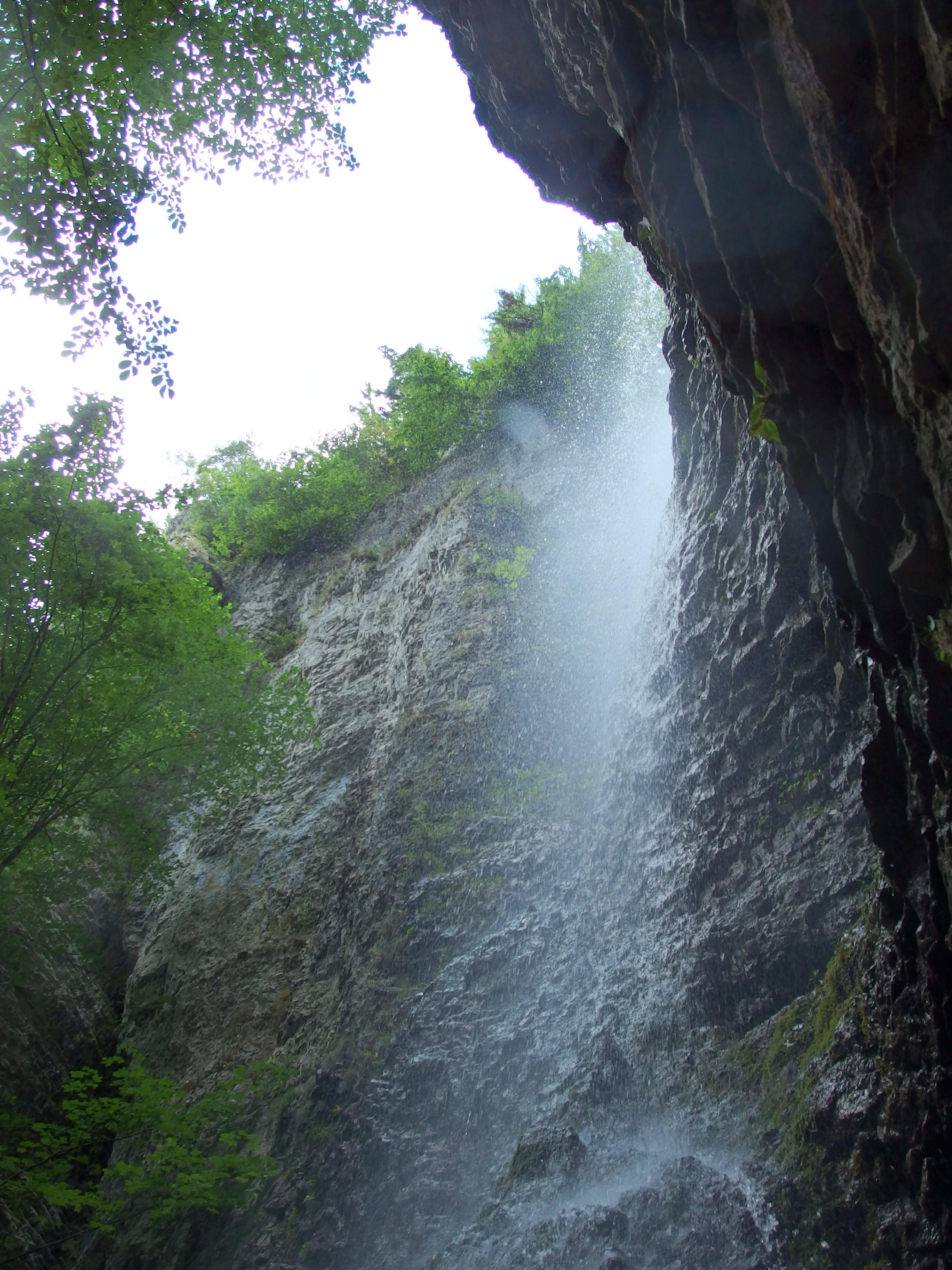
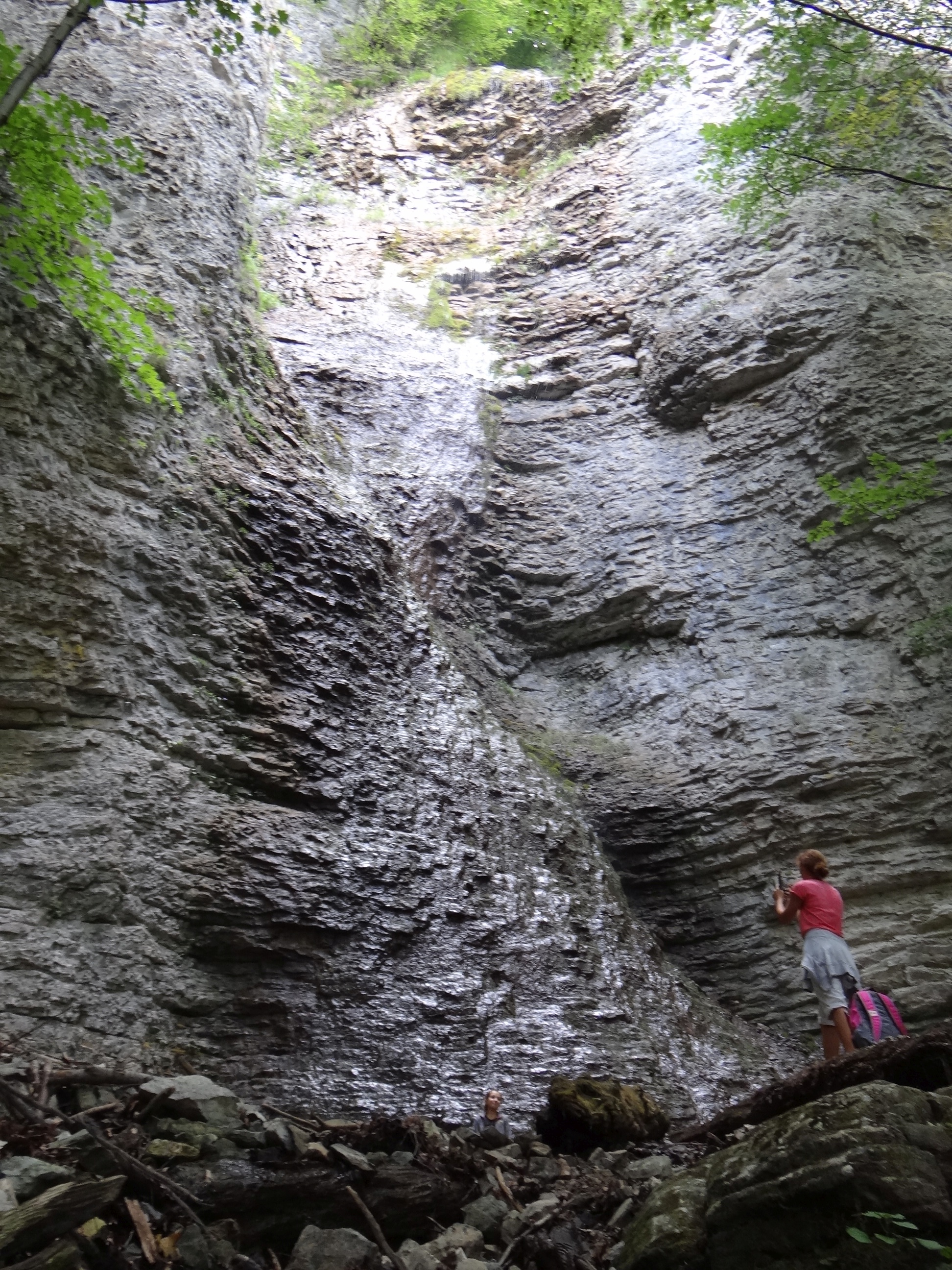
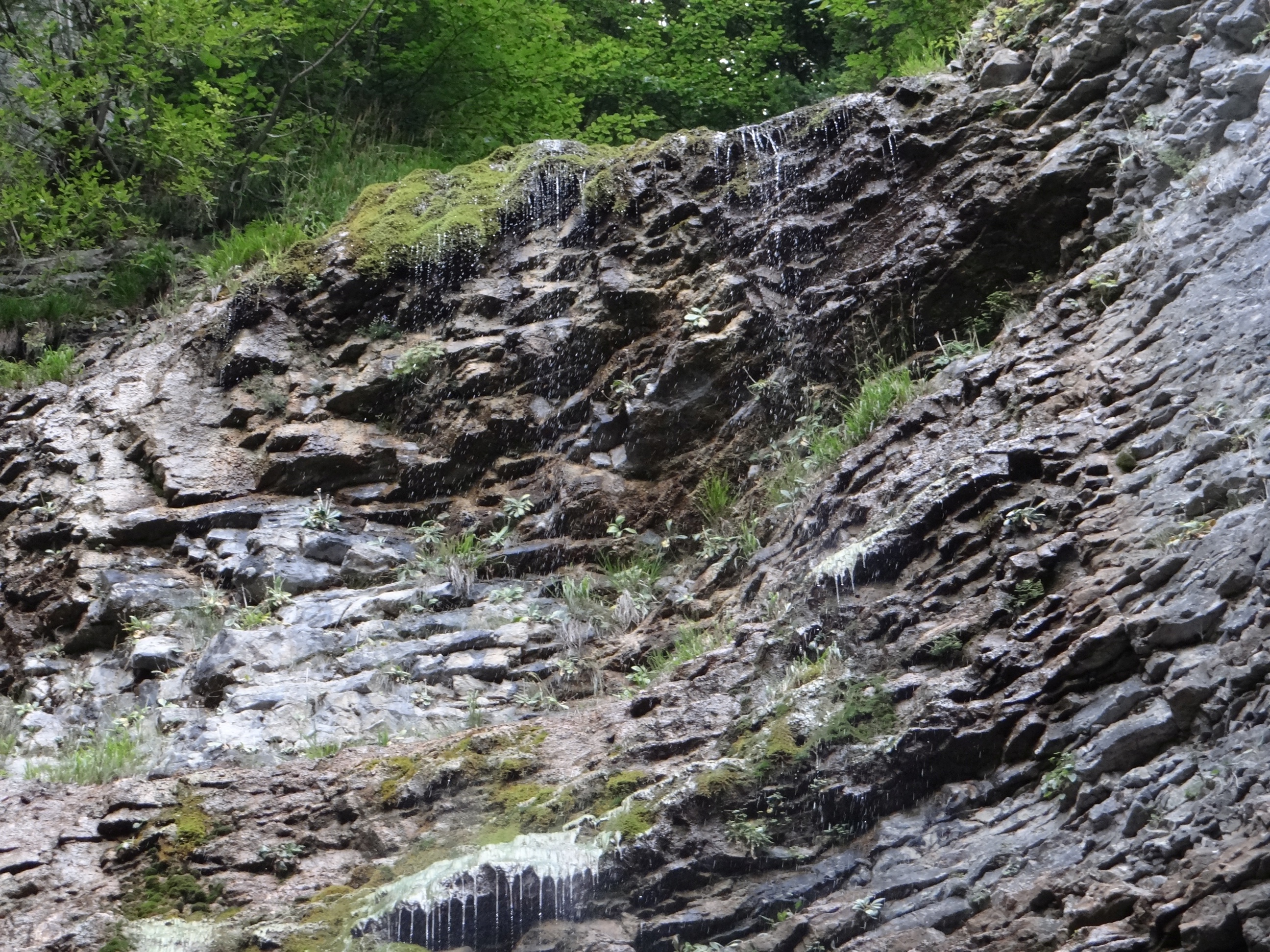
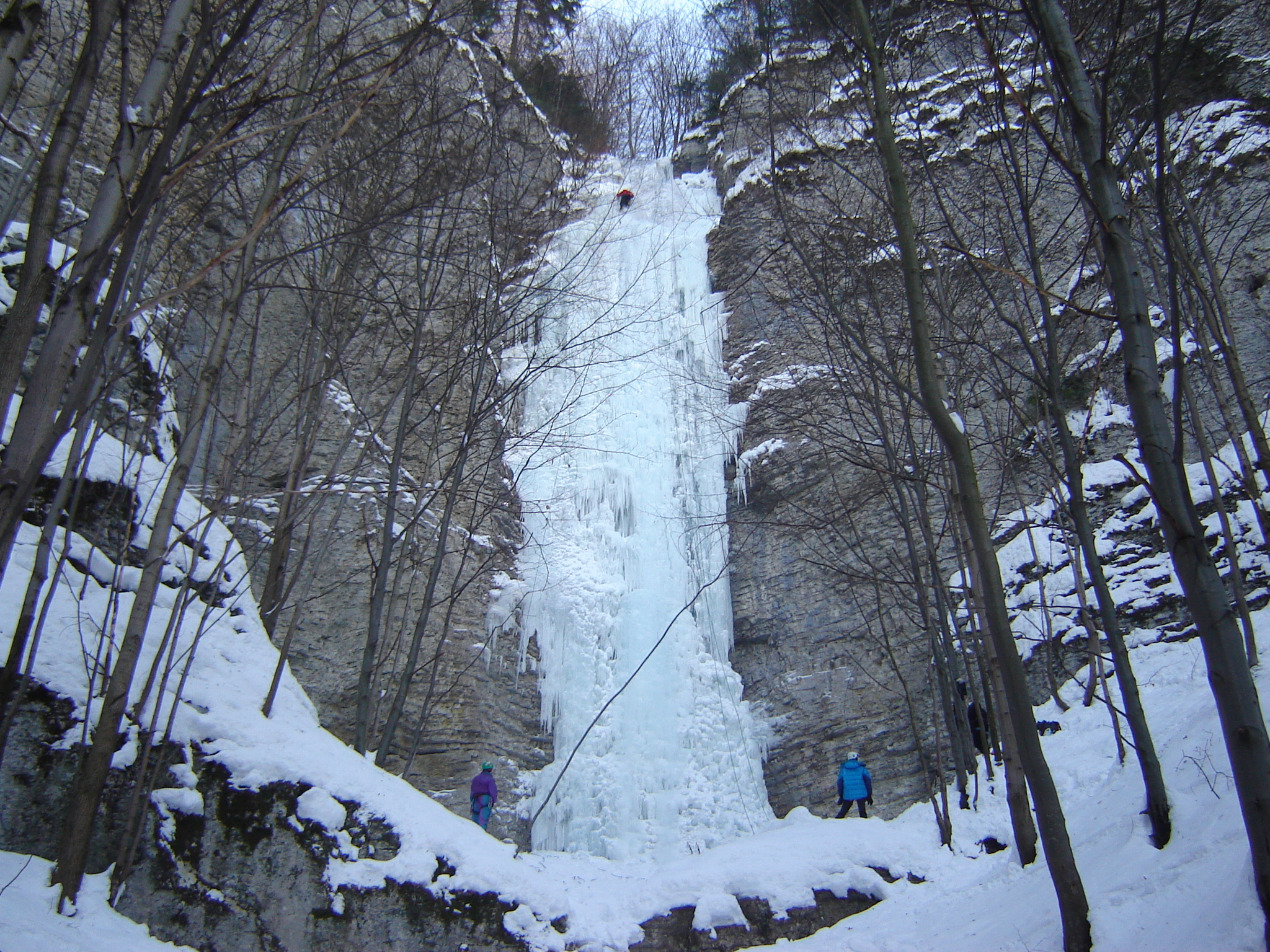
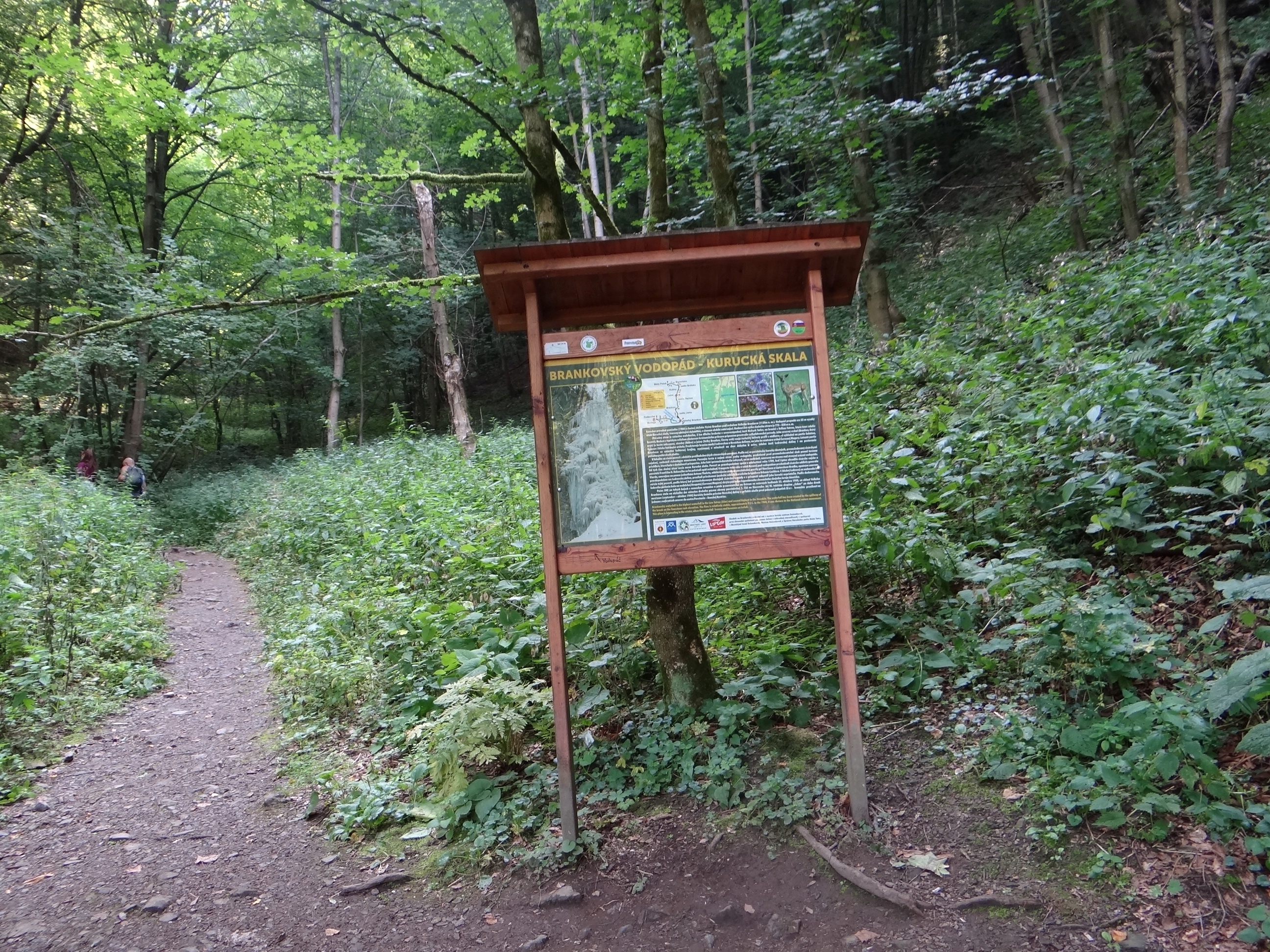